# Mare de Déu del Prat
|  | Per a altres significats, vegeu «Mare de Déu del Prat de Figuerola d'Orcau». |

La Mare de Déu del Prat és una capella de Sant Joan de les Abadesses (Ripollès) inclosa a l'Inventari del Patrimoni Arquitectònic de Catalunya. L'oratori de la Mare de Déu del Prat és una antiga capelleta o reposador situada a la vora de l'antic camí ral a Camprodon, és a dir al NE, molt a prop de la vila, erigida vers el 1435 per iniciativa de dos menestrals de la població. S'hi venerava una imatge d'alabastre de tipus gòtic, donada pel canonge donat del monestir Enric Valeric. La capella actual fou feta el 1602, i l'altra el 1623. Restà sense culte entre 1936 i el 1970, que fou novament oberta.
És una capella de reduïdes mides situades als afores de Sant Joan. És de planta quadrangular amb un petit porxo obert a migdia i ponent. La fàbrica és de pedra treballada i pedres de riu, la coberta és a dues aigües. L'any 1935 inicia les obres de restauració l'arquitecte Raimon Duran i Reynals que queden parades fins que a finals dels anys 60 del segle xix es torna a refer amb una fidelitat admirable (Ramon Vila, Francesc Fajulas...). A partir del 1970 fou novament oberta al culte.